# Bonaire

Drapelul insulei Bonaire

Insula Bonaire este o insulă în Marea Caraibilor (Antilele Olandeze). Are o suprafață de aproximativ 288 km² și o populație de aproximativ 10.000 locuitori. Cea mai importantă localitate este Kralendijk. Se exploatează trestie de zahăr, bumbac, sisal, batate, lemn, fosfați și sare.